# Alfa (Udine)
Alfa is een Italiaans historisch merk van motorfietsen.
De bedrijfsnaam was: Motocicli Alfa, Udine.
Motocicli Alfa begon in 1923 met de productie van lichte motorfietsen met uitsluitend Britse inbouwmotoren. Aanvankelijk waren dit 125- en 175cc-Norman-motoren. Waarschijnlijk eindigde de productie in 1927, maar in dat jaar werden ook nog sportmodellen met 350cc-Bradshaw- en Blackburne-motoren gemaakt.